# Hypselomus cristatus
Hypselomus cristatus är en skalbaggsart som beskrevs av Perty 1832. Hypselomus cristatus ingår i släktet Hypselomus och familjen långhorningar.
Artens utbredningsområde är Paraguay. Inga underarter finns listade i Catalogue of Life.